# Maja Simić
Maja Simić (ur. 2 sierpnia 1995) – serbska siatkarka, rozgrywająca.
Obecnie występuje w drużynie Crvena zvezda Belgrad.